# Andrej Dugin
Andrej Dugin, russisch Андрей Дугин, (* 3. November 1955 in Moskau) ist ein russischer Zeichner.
Seine Ausbildung erhielt er 1968 bis 1972 an der Krasnopresnenskaya Art School und dem Surikow Art Institute in Moskau (1972–1979).
Am 30. Juni 1984 heiratete er Olga Dugina. Mit ihr kam er 1989 nach Stuttgart, wo sie seither gemeinsam leben und als Grafiker und Illustratoren arbeiten.
Seit 2000 unterrichtet er als Dozent an der Freien Kunstschule Stuttgart.
2002 und 2003 arbeiteten sie am Film (Warner Bros.) Harry Potter and The Prisoner of Azkaban (Regie: Alfonso Cuaron) mit.

## Werk
Illustrationen zu:
- 1991, A. Esterl: Das Märchen vom schönen runden Kuchen. J.F. Schreiber, Esslingen (gemeinsam mit O. Dugina)
- 1993, A. Esterl: Die Drachenfedern. J.F. Schreiber (gemeinsam mit O. Dugina). ISBN 3-480-21865-2
- 1999, A. Esterl: Das Tapfere Schneiderlein. J.F. Schreiber (gemeinsam mit O. Dugina). ISBN 3-480-20065-6
- 2004, Madonna: The Adventures of Abdi, Callaway Editions (gemeinsam mit O. Dugina; deutsch: Die Abenteuer von Abdi. Hanser Verlag. ISBN 3-446-20616-7)

## Auszeichnungen
- Federhasenpreis 1999 (Illustrationen mit O. Dugina)
- Luchs 89, Die Zeit etc. 1994 für „Drachenfedern“ (Illustration mit O. Dugina)